# Lew DeWitt
Calvin Lewis "Lew" DeWitt (12 de março, 1938 - 15 de agosto de 1990) foi um cantor e compositor americano de música country  .
Para a maioria de sua carreira DeWitt cantou  para The  Statler brothers , Músicas que ele escreveu para o grupo incluem " Flowers on the Wall "," Coisas "," desde então "," The Strand "," The Movies "e" Hand Chet Atkins '
Aposentou-se do grupo em 1982 devido a problemas de saúde decorrentes da doença de Crohn , da qual ele sofria desde a adolescência. DeWitt foi substituído por Jimmy Fortune como tenor do grupo.
Em 1968, a Columbia Records lançou duas gravações solo de DeWitt: ela foi um pouco mais longe e olhos castanhos (o último foi escrito por DeWitt). Depois de deixar o Statler Brothers, DeWitt fez um retorno breve como um artista solo, turnês e lançando dois álbuns: On My Own (1985) [ 1 ] e Here to Stay (1986). 
Ele também traçou um single solo nas cartas do país: o 77 # " Você nunca vai saber ", em 1985. 
DeWitt morreu em 1990.